# روكو أسكوني
روكو أسكوني (من مواليد 12 سبتمبر 2003) هو لاعب كرة قدم فرنسي يلعب كلاعب خط وسط لنادي إف سي نوردسجيلاند على سبيل الإعارة من ليل.